# Albert Collins
Albert Collins (Leona, 1º ottobre 1932 – Las Vegas, 24 novembre 1993) è stato un chitarrista, cantante e musicista blues statunitense.
Conosciuto con diversi soprannomi (The Iceman, The Master of Telecaster, The Razor Blade) Albert Collins, nacque a Leona in Texas, lontano parente di un altro grande bluesman : Lightnin' Hopkins, e come quest'ultimo crebbe imparando a suonare la chitarra.
Con la sua famiglia si trasferì a Houston sempre in Texas all'età di sette anni e tra gli anni quaranta e cinquanta assorbì gli stilemi della musica blues.

## Discografia
- 1965 - The Cool Sound of Albert Collins Ristampato nel 1969 con il titolo di Truckin' with Albert Collins (Blue Thumb Records, BTS 8)
- 1968 - Love Can Be Found Anywhere (Even in a Guitar)
- 1969 - Trash Talkin'
- 1969 - Alive & Cool (Live)
- 1970 - The Compleat Albert Collins
- 1971 - There's Gotta Be a Change
- 1973 - Molten Ice (Live), pubblicato nel 1999
- 1978 - Ice Pickin'
- 1979 - Albert Collins with the Barrelhouse Live (Live)
- 1980 - Frostbite
- 1981 - Frozen Alive! (Live)
- 1983 - Don't Lose Your Cool
- 1984 - Live in Japan
- 1985 - Showdown! con Robert Cray e Johnny Copeland
- 1986 - Ice Cold Blues
- 1986 - Cold Snap
- 1989 - Jump the Blues Away (Live) con Etta James e Joe Walsh
- 1991 - Iceman
- 1992 - Albert Collins: Live at Montreux 1992 (Live)
- 1994 - The Things He Used to Do

## Raccolte
- 1991 - The Complete Imperial Recordings
- 1993 - Collins Mix: The Best Of
- 1997 - Deluxe Edition
- 1999 - The Ice Axe Collection